# Camposicoloides mendax
Camposicoloides mendax is een hooiwagen uit de familie Gonyleptidae. De wetenschappelijke naam van Camposicoloides mendax gaat terug op B. Soares.